# Івакинська (Коноський район)
Івакинська (рос. Ивакинская) — присілок в Коноському районі Архангельської області Російської Федерації.
Населення становить 51 особу. Входить до складу муніципального утворення Вохтомське сільське поселення.

## Історія
Від 2004 року входить до складу муніципального утворення Вохтомське сільське поселення.

## Населення
| 2002 | 2010 | 2012 |
| ---- | ---- | ---- |
| 45   | ↗51  | →51  |